# Saint-Jean-Kerdaniel
Saint-Jean-Kerdaniel (tiếng Breton: Sant-Yann-Gerdaniel) là một commune in the Côtes-d'Armor departement in Bretagne in northwestern Pháp.

## Dân số
Người dân ở Saint-Jean-Kerdaniel được gọi là Kerdanielais.